# Hugh Carson Cutler
Prof. Dr. Hugh Carson Cutler ( 1912 - 1998 ) fue un botánico, etnólogo estadounidense.
En 1935, realizó su Bachelor of Arts en palinología, y su M.Sc. en botánica en la Universidad de Wisconsin-Madison. Fue altamente conocido por los antropólogos por persuadirlos en usar las técnicas palinológicas para la recuperación de restos vegetales. Se mudó a la Universidad de Washington donde obtuvo su doctorado en 1939. Cutler se casó con Marian W. Cornell el 26 de agosto de 1940 y tuvieron un hijo, William Cornell Cutler (en 1946).
Comenzó sus trabajos arqueobotánicos en 1940, cuando él y su esposa pasaron su luna de miel de tres meses viajando por el sudoeste de EE. UU., México y Guatemala, recolectando 60 variedades silvestres de Tripsacum y 300 variedades cultivadas de maíz, incluyendo espigas de un asentamiento Anasazi del año 900 en el sur de Colorado. Durante esas estancias, también hizo películas etnográficas sobre los pueblos indígenas de tierras altas sobre la producción de alimentos y sus técnicas de preparación. De 1943 a 1945, trabajó para el Ejército de EE. UU. en la Corporación de Desarrollo del Caucho de Brasil, volando en dirigibles por la Amazonia para identificar árboles de caucho silvestres para aprovecharlos más tarde.
Sus colecciones de maíces arqueológicos y de cucurbitáceas fueron enviadas al Museo del Estado de Illinois en Springfield y ahora son curadas en la "Colección de Cutler-Blake." Su colección de más de 12.000 espigas de maíz se transfirieron al Departamento de Agricultura de la Universidad de Illinois en Urbana-Champaign.

## Publicaciones
Desde mediados de la década de 1950, la mayoría de sus más de 150 publicaciones se centraron en los resultados de análisis de plantas traídas de investigaciones de campo arqueológicos y etnográficos. Cutler tuvo un interés particular en las razas prehistóricas de maíz, y de calabazas, y sus análisis normalmente los hacía gratis, identificando detalladamente todos los especímenes de plantas.

### Algunas publicaciones
- 1939.  Monograph of the North American Species of the Genus Ephedra. Annals of the Missouri Botanical Garden 26: 373-428
- 1968.  Origins of agriculture in the Americas. 21 pp.

#### Libros
- 1966. Corn, Cucurbits and Cotton From Glen Canyon (Glen Canyon Series / Dept. of Anthropology, University of Utah). Ed. Salt Lake City. 116 pp.
- leonard Blake, hugh carson Cutler (eds. patty jo Watson, gayle j. Fritz. 2001. Plants from the Past: Works Of Leonard W. Blake & Hugh C. Cutler. Ed. University Alabama Press. 320 pp. ISBN 0-8173-1087-8

## Honores
- galardonado con becas Guggenheim entre 1942-1943 y 1946-1947 para llevar a cabo investigaciones sobre plantas útiles en Perú y en Bolivia
- honrado con varias becas National Science Foundation, Wenner-Gren, y más subvenciones Guggenheim para continuar su investigación sobre botánica económica y etnobotánica

- La abreviatura «H.C.Cutler» se emplea para indicar a Hugh Carson Cutler como autoridad en la descripción y clasificación científica de los vegetales.[1]

- «Hugh Carson Cutler». Índice Internacional de Nombres de las Plantas (IPNI). Real Jardín Botánico de Kew, Herbario de la Universidad de Harvard y Herbario nacional Australiano (eds.).
- Wikispecies tiene un artículo sobre Hugh Carson Cutler.

- Datos: Q5904338
- Multimedia: Hugh Carson Cutler / Q5904338
- Especies: Hugh Carson Cutler

1. ↑  Todos los géneros y especies descritos por este autor en IPNI.